# Victoria Mxenge
Victoria Nonyamezelo Mxenge (1 de enero de 1942, en la ciudad de King William, Cabo Oriental - 1 de agosto de 1985, en Umlazi, Durban, Natal) fue una activista sudafricana antiapartheid; fue enfermera y matrona, y más tarde empezó a estudiar leyes.

## Vida
Mxenge nació en el pueblo Tamara, el 1 de enero de 1942 en la ciudad de King William. Sus padres son Wilmot Goso y Nobantu Ntebe. Después de completar su educación primaria en Tamara, acudió a la escuela Forbes Grant, donde recibió el certificado básico en educación. En 1959, se matriculó en Healdtown, Fort Beaufort, en la Provincia Oriental. Aprendió enfermería en el Hospital Victoria, consiguiendo así su título en 1964. Después de casarse con Griffiths Mxenge, se mudaron a Natal (ahora KwaZulu-Natal). Ejerció de matrona en el hospital King Edward y trabajó como enfermera comunitaria en Umlazi. En 1965, su marido estuvo condenado por la Ley de Supresión del Comunismo, estuvo encarcelado durante dos años en la Isla Robeen y afrontó varias sanciones del gobierno, además de prohibiciones y detenciones. Ella y su marido tuvieron dos hijos, Mbasa y Viwe, y una hija, Namhla.

## Trabajo
Después de completar el curso de matrona en el hospital Edward King, Victoria Mxenge trabajó como enfermera comunitaria en la clínica Umlazi. Más tarde, estudió abogacía a través de la UNISA. En 1981, cinco años después de que su marido preparase pŕacticas legales para obtener calificaciones, fue admitida como abogada. El 19 de noviembre de 1981, su marido era brutalmente asesinado por Vlakplaas, agentes a las órdenes de Dirk Coetzee en la ciudad Umlazi, al sur de Durban. Tenía heridas causadas por apuñalamiento y su cuerpo fue encontrado cerca del campo de fútbol de Umlazi. Victoria Mxenge era quien debía identificar el cuerpo mutilado la mañana posterior a su asesinato en la morgue. El jefe de policía Dirk Coetzee afirmó que su marido fue asesinado por el Congreso Nacional Africano, lo cual ella negó rotundamente. El congreso africano emitió una declaración pública desde Lusaka negando su asesinato y contribuyendo a la lucha. En 1996, Dirk Coetzee confesó que dirigió un grupo que asesinó a Mxenge.
Después del asesinato de su marido, Mxenge siguió ejerciendo como abogada. En 1983, ella defendió con éxito a estudiantes contra la confiscación de sus notas por el Departamento de Educación. Además, intervino en los casos en los que los jóvenes eran tratados como enfermos mentales mientras estaban en prisión. Mxenge representó a las familias de las víctimas de la redada de Matolo y de la de Lesoto. Mxenge creó un fondo de becas en memoria de su marido. Se convirtió en miembro de Devenga una miembro del Comité de la Liberación de Nelson Mandela, siendo miembro ejecutivo de la Organización Nacional de Mujeres y del Natal Treasure de la UDF.
Mxenge fue parte del equipo de defensa para la UDF y el Congreso Natal indio durante la Prueba de Traición en el Tribunal Supremo de Pietermaritzburg. En julio de 1985, dio un discurso en el funeral de The Cradock Four, Matthew Goniwe,  Fort Calata, Gorrión Mkhonto y Sicelo Mhlauli. Al funeral asistieron 50.000 dolientes. Durante su discurso, Mxenge condenó al gobierno que apoyaba el apartheid y se refirió al asesinato del The Cradock Four como "un miserable acto de cobardía".
El 1 de agosto de 1985, ella fue "abatida a tiros por cuatro hombres negros" cuando regresaba de una reunión política. Fue asesinada en Umlazi, delante de sus hijos. Se cree que los hombres fueron parte del equipo "de muerte del gobierno". Después de su muerte, más de 1000 estudiantes se manifestaron en Durban como protesta y fueron "dispersados por la policía que utilizó perros y porras".  Su funeral, que se celebró el 11 de agosto de 1985 en Rayi, pueblo cercano a la ciudad King William, asistieron 10.000 personas, y las cartas de pésame recibidas fueron de Nelson Mandela y Oliver Tambo, entre otros. Después de su funeral, dolientes del pueblo Duncan tomaron las calles y realizaron actos vandálicos en la vía pública. Esto dio lugar a enfrentamientos entre la policía y los residentes, que acabó con nueve personas muertas y 138 heridas.
En 1987, magistrados sudafricanos afirmaron que su muerte fue causada por "daño en la cabeza y fue asesinada por una persona desconocida". El informe de la Verdad y Comisión de Reconciliación (TRC) acusó del asesinato de Victoria Mxenge a Marvin Sefako (alias Bongi Raymond Malinga), quien confesó que asesinó a Mxenge.

## Legado
En 2006 Victoria Mxenge y su marido fueron galardonados póstumamente por sus excelentes contribuciones al campo de la ley y por sus sacrificios en la lucha contra el apartheid en Sudáfrica. El grupo "The Victoria Mxenge Group of Advocates" se hizo oficial el 1 de julio de 2011 y es parte de la sociedad de Johannesburgo. El 20 de agosto de 2017, el gobierno de KwaZulu-Natal y el municipio de eThekwini inauguraron estatuas en honor a los Griffiths y a Victoria Mxenge en Umlazi, al sur de Durban.

### Citas
1. ↑  
«SA's marine protection vessels». SAinfo. 20 de mayo de 2005. Archivado desde el original el 30 de noviembre de 2010. Consultado el 4 de diciembre de 2011. «Victoria Mxenge and her husband Griffiths, both lawyers aligned to the ANC, were killed in Umlazi township in Durban, also by the apartheid government, in the 1980s.»
2. 1 2 3 4 5  Establishing social consensus on the shifting boundaries between judicial and executive functions of the state-lessons from the recent past (PDF). Consultado el 19 de octubre de 2017.
3. 1 2  «Victoria Nonyamezelo Mxenge». South African History Online. 17 de febrero de 2011. Consultado el 8 de septiembre de 2016.
4. 1 2 3  «Griffiths Mlungisi Mxenge». South African History Online. 25 de abril de 2012. Consultado el 8 de septiembre de 2016.
5. ↑  Victoria Mxenge Group launch: adopting group values (PDF). Archivado desde el original el 17 de abril de 2018. Consultado el 19 de octubre de 2017.
6. 1 2 3 4  Victoria Nonyamezelo Mxenge (PDF). Consultado el 19 de octubre de 2017.
7. 1 2  Victoria Mxenge and the 'act of cowardice' (PDF). Consultado el 19 de octubre de 2017.
8. ↑  «SAPS | Home». Saps.gov.za.
9. ↑  «Duncan Village». Truth Commission - Special Report. Consultado el 8 de agosto de 2013.
10. ↑  «Griffiths Mxenge: A fallen hero» (PDF). Saha.org. Consultado el 19 de octubre de 2017.
11. ↑  «Griffiths and Victoria Mxenge honoured» (PDF). Durban.gov.za. Archivado desde el original el 19 de octubre de 2017. Consultado el 19 de octubre de 2017.

- Moseneke, Dikgang (2009). Inaugural Griffiths and Victoria Mxenge Memorial Lecture. Nelson Mandela Metropolitan University.

- Datos: Q977303